# 南溪湿地公园站
南溪湿地公园站是长春轨道交通6号线的地铁站，位于中国吉林省长春市南关区溪畔街与和美路交叉口北侧，于2024年3月28日开通。

## 车站结构
南溪湿地公园站位于溪畔街与和美路交叉口北侧，沿溪畔街设置，大致呈南北走向，为地下二层岛式站台车站，车站长303.8米，标准段宽21.3米，车站地下一层为站厅层，地下二层为站台层，站台设置全高站台门。车站南侧设有一条出入段线，连通吴家店车辆段。
| 地面              | 出入口 | A、D出入口 |
| 地下一层          | 站厅   | 客服中心、自动售票机、验票机                                                                                  |
| 地下二层          | 站台   | \| \| \| █ 6号线往双丰（华庆路） \| \| 島式 · 開左邊车门 \| \| \| \| \| \| █ 6号线往长影世纪城（福祉大路） \| |
|                   |        | █ 6号线往双丰（华庆路）                                                                                       |
| 島式 · 開左邊车门 |        | |
|                   |        | █ 6号线往长影世纪城（福祉大路）                                                                               |

## 车站出口
南溪湿地公园站目前开放2个出入口，各出口及周围设施如下所示：
| 编号                  | 出入口信息 | 照片 | 无障碍设施 |
| --------------------- | ---------- | ---- | ---------- |
| 出口 · A · 升降机标志 | 溪畔街西侧 |      |            |
| 出口 · D              | 溪畔街西侧 |      | 不適用     |
| 註： 設有             |            |      |            |

## 接驳交通

### 公交车
| 南溪湿地公园 | 南溪湿地公园 | 南溪湿地公园 | 南溪湿地公园   | 南溪湿地公园 |
| 编号         | 路线         | 路线         | 路线           | 备注         |
| ------------ | ------------ | ------------ | -------------- | ------------ |
| G17          | 听溪路       | ⇆            | 般若寺         |              |
| Z28          | 卫星广场南口 | ⇆            | 人力资源产业园 |              |
| Z161         | 轻轨天青路站 | ⇆            | 中东市场       |              |

## 车站历史
本站工程名为南溪湿地站，正式站名为南溪湿地公园站，以车站临近的南溪湿地公园命名。
- 2020年12月30日，车站主体结构封顶[3]。
- 2024年3月28日，车站随6号线通车开通[1]。